# I (Meshuggah)
I è il quinto EP del gruppo musicale svedese Meshuggah, pubblicato nel 2004 dalla Fractured Transmitter Records.

## Descrizione
Contiene un'unica traccia della durata di oltre venti minuti. Secondo quanto spiegato dal batterista Tomas Haake, I è stato interamente registrato e missato in diverse jam session tra i componenti dei Meshuggah, quindi non essendo un vero e proprio lavoro di composizione definito nei minimi dettagli, non segue delle logiche matematiche o punti di riferimento prestabiliti da seguire (ad esempio cicli ritmici composti da pattern precostituiti o poliritmie) per poterne eventualmente memorizzare l'intera e dettagliatissima struttura musicale, motivo per il quale la band non lo ha tuttora mai eseguito dal vivo.
Il 30 settembre 2014 la Nuclear Blast ha ripubblicato l'EP con l'aggiunta di tre bonus track.

## Tracce
Testi di Tomas Haake, musiche di Fredrik Thordendal.
1. I – 21:00

Tracce bonus nella riedizione del 2014
1. Bleed (Live) – 7:33
2. Dancers to a Discordant System (Live) – 9:48
3. Pitch Black – 5:57

## Formazione
- Jens Kidman – voce
- Mårten Hagström – chitarra
- Fredrik Thordendal – chitarra, basso
- Tomas Haake – batteria